# Homoíne
Homoíne es un distrito y el nombre de su capital situado en la provincia de Inhambane, en Mozambique.

## Características
Limita al norte con el distrito de Morrumbene, al este con Maxixe, al sudeste con Jangamo, al sur com Inharrime, al oeste con Panda de la provincia de Gaza, y al noroeste con Funhalouro .
Tiene una superficie de 1942 km² y según el censo de 2007 una población de 107.475 habitantes, lo cual arroja una densidad de 55,3 habitantes/km². Se ha presentado un aumento de 15,8 % con respecto a los 92 796 habitantes registrados en 1997.

## División administrativa
Este distrito formado por ocho localidades, se divide en dos puestos administrativos (posto administrativo), con la siguiente población censada en 2005:
- Homoíne, sede, 93 331 (Manhica, Inhamússa, Golo, Mubécua, Chindjinguir y Chizapela).
- Pembe, 20 028 (Nhaulane).